# 病历
病历（medical chart）或医疗纪录（medical record）、健康档案（health record），是民眾至醫療機構接受醫療服務的所有醫事相關紀錄（包括病史、病情、诊断过程和处置方法），或是预防医学中健康检查的档案。
病历在一特定医疗保健提供者（health care provider）的权限及一段时间内，系统地记录了单个患者的病史和护理。

## 病历内容与记录过程
病歷資料來源基本上是由医务人员，如醫師、藥師、護理師、麻配師、復健師、營養師等，在问诊、体格检查、辅助检查、诊断、治疗、护理等医疗活动过程中形成的文字、符号、图表、影像、切片、檢查結果等资料。
病历不仅记录病情，而且也记录医师对病情的分析、诊断、治疗、护理的过程，对預後的估计，以及各级医师查房和会诊的意见。因此，病历既是病情的实际记录，也是医疗、护理质量和学术水平的反映。
隨著資訊科技的進步，部份醫療院所開始導入電子病歷，醫務人員改以電腦或是 PDA 等裝置記錄病歷及開立藥方，X 光片改以電腦檔案儲存。

## 台灣的病歷管理
1954 年台大醫學院在美援公署的協助下聘請美國杜克大學專家 Bufkin 協助籌設病歷室，並派遣病歷室主任黃士情前往杜克大學學習病歷管理。尾位數檔案排列法及彩色病歷夾也在此時引進台灣。

## 另見
- 電子病歷
- 電子健康紀錄
- 病史